# Chant grégorien

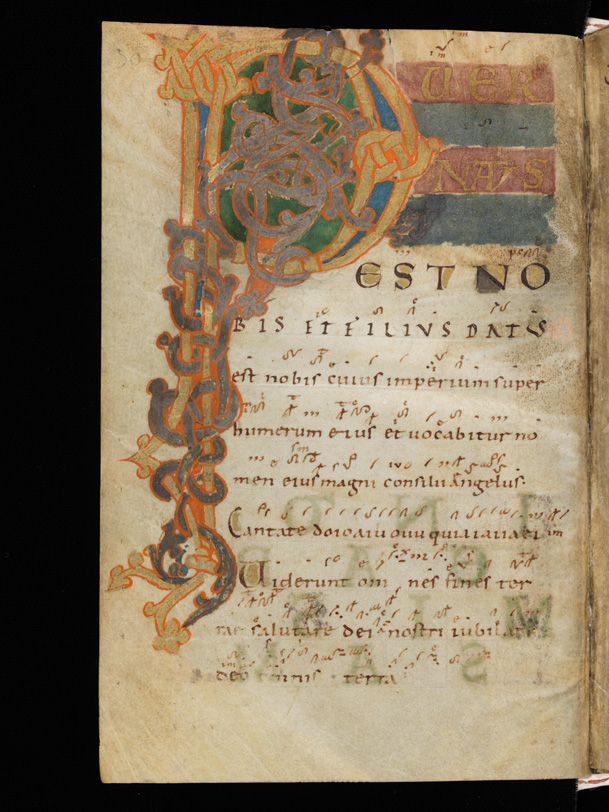
Manuscrit Einsiedeln 121, folio 30 (entre 964 et 971) introït Puer natus est nobis ; il s'agit d'un chant très raffiné grâce à la Renaissance carolingienne.

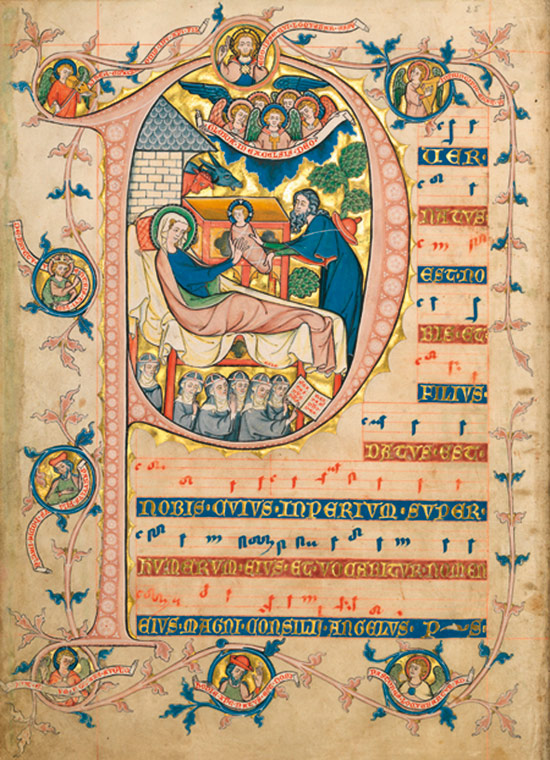
Graduel dit de Gisela von Kerssenbrock (vers 1300) ; en notation du style de Guido d'Arezzo ; déjà dégradation, en raison d'une difficulté pour adapter à quatre lignes.

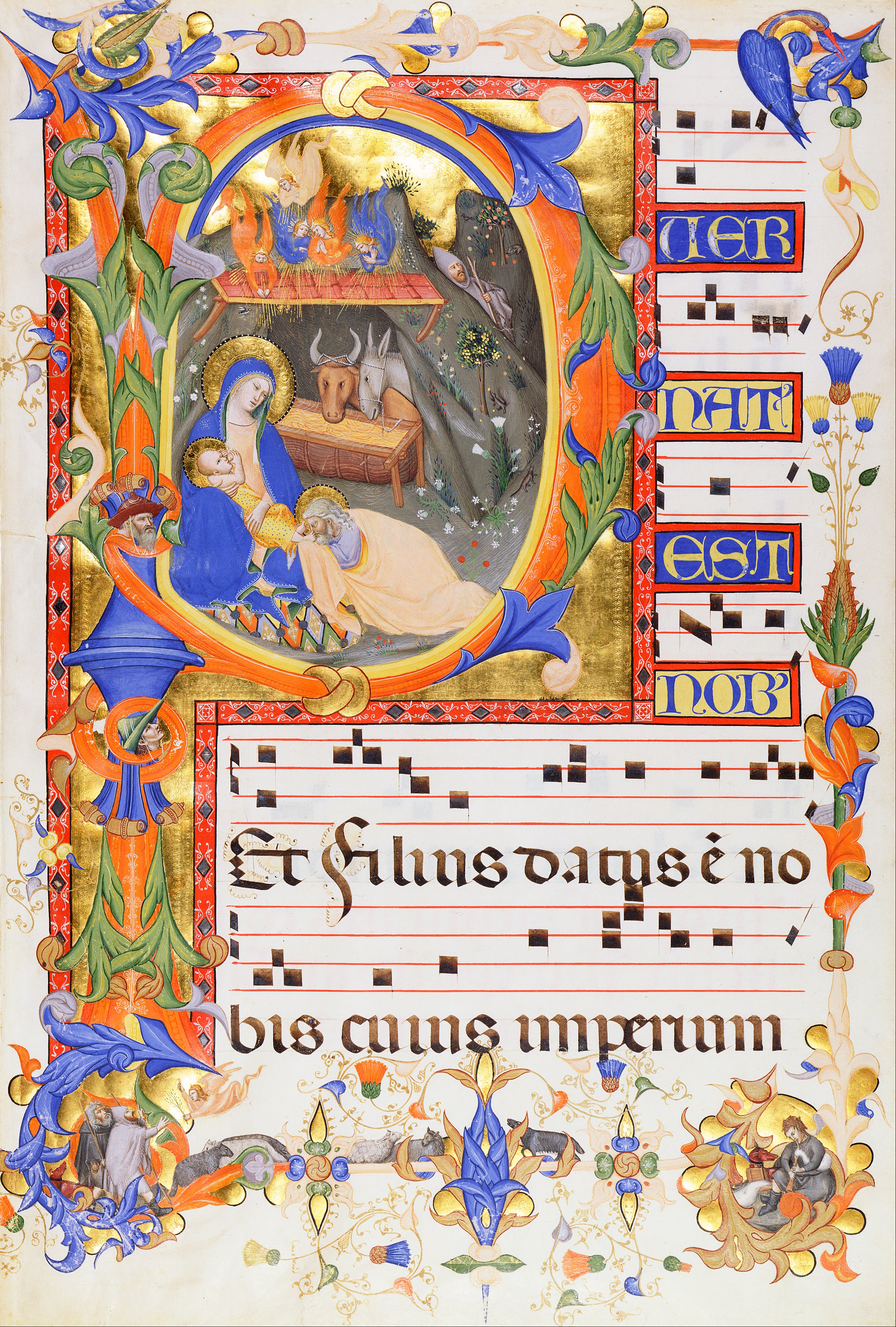
Graduel dit du couvent Sainte-Marie-des-Anges (Florence), folio 38 (entre 1392 et 1399) ; en dépit d'une beauté exceptionnelle du manuscrit, la mélodie perdait sa caractéristique grégorienne.

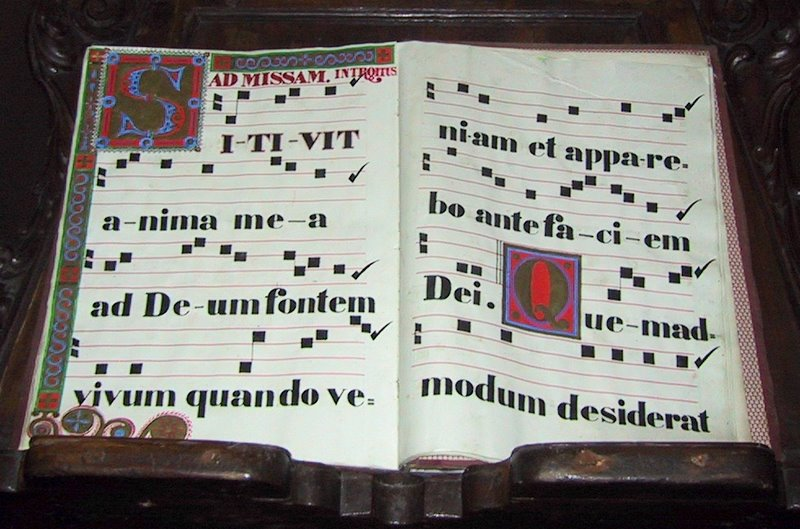
Plain-chant en notes égales, peu musical : « Ce mot n'est pas tout-à-fait synonyme de Chant grégorien. » (Dom Robert Le Gall, Dictionnaire de liturgie, p. 199).

Le chant grégorien est le chant liturgique officiel et ordinaire de l'Église catholique. Issu du chant vieux-romain et du chant gallican, il reste pratiqué de nos jours dans un certain nombre d'églises paroissiales, de monastères ainsi que par des musiciens professionnels.
C’est un chant sacré anonyme. Il est destiné à soutenir le texte liturgique en latin. Sa composition variait afin d'adapter aux niveaux de connaissance musicale du soliste, de la schola cantorum, des célébrants et des fidèles.
Il doit se chanter a cappella et à l'unisson, sans accompagnement harmonisé, car, surtout selon l'étude de Franz Liszt, toute harmonisation modifie la structure de cette musique.
Du point de vue du système mélodique, le chant grégorien est de type modal et diatonique. Les chromatismes en sont généralement exclus, ainsi que les modulations et l'emploi de la sensible. Les différentes échelles utilisées, avec leurs degrés et leurs modes particuliers, sont appelées modes ecclésiastiques, ou échelles modales, ou modes anciens par opposition aux échelles utilisées postérieurement en musique classique tonale.
C'est une musique déployée d'après le rythme verbal, qui prend son origine dans le texte sacré latin, et qui favorise l'intériorisation et la conscience des paroles chantées. D'où, la traduction reste impossible. Ses formes musicales sont très variées et en prose, par opposition à la cadence régulière de la musique issue de la Renaissance. Tout comme ceux que le pape Pie X qualifia, le texte est premier. La musique, secondaire, l'orne, l'interprète et en facilite l'assimilation.
Il s'agit d'une synthèse des anciennes traditions européennes, par exemple, les poésies très fleuries en vieux-latin ainsi que les chants romano-franc, synagogal, byzantin. Il est également le fondateur de toute la musique occidentale, tant religieuse que profane.
En résumé, les caractéristiques principales du chant grégorien sont, I. chant a cappella et en monodie ; II. texte singulièrement en latin ; III. genre liturgique et catholique ; IV. modal et diatonique ; V. mouvement mélodique continué avec intervalle limité, surtout en seconde ; VI. ambitus restreint en octave ; VII. rythme verbal ; VIII. variété entre mélismatique et syllabique.

## Premier sommet de la musique occidentale
Ce chant est généralement considéré, depuis le cérémonial de Clément VIII publié en 1600, comme « chant liturgique par excellence de l'Église », parfois en raison de son origine attribuée à saint Grégoire. Il s'agit du premier sommet de la musique occidentale, composé sous l'influence de la Renaissance carolingienne. En 1895 à Venise, le cardinal Giuseppe Sarto, futur pape Pie X, affirma à ses disciplines sur ce sujet : « la musique sacrée, par son étroite union avec la liturgie et avec le texte liturgique, doit posséder au plus haut degré ces vertus : sainteté, vérité de l'art et universalité. Appuyée sur ces règles solides, l'Église a créé la double forme de son chant : la grégorienne, qui a duré environ un millénaire, et la classique polyphonie romaine, dont Palestrina fut l'initiateur au XVIe siècle.»
Cent ans plus tard, la thèse du cardinal Sarto fut scientifiquement confirmée, à la suite d'études approfondies. Il faut remarquer que cette qualité était issue d'une autre invention de la Renaissance carolingienne, la notation à la base des textes, laquelle assurait sa transmission avec précision.

## Notation
Alors que depuis le XIVe siècle l'écriture de la musique occidentale utilise une notation discontinue, plaçant les notes importantes au début des groupes, les notations anciennes usent de graphismes continus dont la première note, moins importante, commence l'élan vers le sommet, avec une bonne continuité.
Selon les études sémiologiques, les mélodies les plus correctes du chant grégorien se trouvent dans les notations du Xe siècle. Toutefois, ces dernières manquent de précision de la hauteur. Car les premiers notateurs carolingiens auraient pour but de raffiner l'expression, en profitant de la variété des graphies neumatiques.

## Esthétique

### Modalité

#### Huit modes ecclésiastiques
Alors que la musique savante occidentale a évolué progressivement, de la Renaissance au XVIIe siècle, vers le système tonal permettant des modulations, mais qui n'utilise que deux modes (majeur et mineur), le plain-chant grégorien, antérieur à cette évolution, s'est maintenu dans la modalité grégorienne riche de quatre modes qui avec leurs déclinaisons aboutissent théoriquement à un total de huit modes. Mais en dépit de l'échelle diatonique, le chant fut tellement développé que les modes grégoriens sont en réalité « en nombre indéfini ». Il en résulte que les huit modes traditionnels (octoéchos) sont trop simples pour classifier ces compositions variées. Or, les octoéchos avaient pour but d'éviter une classification trop compliquée, à la base du critère facile avec la note finale. Il s'agit des intervalles concernant les deux au-dessus ainsi que celui immédiatement au-dessous. Chant composé sans notation, l'intervalle demeure la clef principale pour apprendre le système des modes :

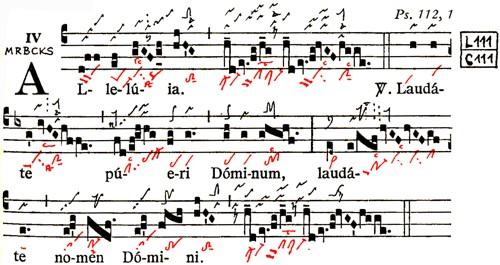
Le chiffre IV indique le mode IV (Quartus). La teneur la (la troisième ligne de bas en haut) est évidente tandis que l'ambitus est presque respecté. De plus, le chant grégorien n'a pas besoin de sa cinquième ligne, en raison de cet ambitus (Graduale triplex, 1979).

- do - Ré - mi ½ fa
- ré - Mi ½ fa - sol
- mi ½ Fa - sol - la
- fa - Sol - la - si
  - (sol - la - si ½ do) = Ré
  - (la - si ½ do - ré) = Mi
  - (si ½ do - ré - mi) = Fa

| mode | catégorie          | fin | teneur | ambitus                       | caractère  | exemple        | chant célèbre [vidéo] |
| ---- | ------------------ | --- | ------ | ----------------------------- | ---------- | -------------- | --------------------- |
| I    | Protus authente    | ré  | LA     | ré mi ½ fa sol LA ½ sib do ré | grave      | Kyrie XI       | Dies iræ              |
| II   | Protus plagal      | ré  | FA     | la si ½ do ré mi ½ FA sol la  | triste     | Sanctus XI     | Stabat mater          |
| III  | Deuterus authente  | mi  | DO     | mi ½ fa sol la si ½ DO ré mi  | mystique   | Kyrie II       | Pange lingua          |
| IV   | Deuterus plagal    | mi  | LA     | si ½ do ré mi ½ fa sol LA si  | harmonieux | Kyrie III      | Salve festa dies      |
| V    | Tritus authente    | fa  | DO     | fa sol la si ½ DO ré mi ½ fa  | joyeux     | Sanctus IX     | Salve Regina          |
| VI   | Tritus plagal      | fa  | LA     | do ré mi ½ fa sol LA si ½ do  | dévot      | Agnus Dei VIII | Regina cœli           |
| VII  | Tetrardus authente | sol | RÉ     | sol la si ½ do RÉ mi ½ fa sol | angélique  | Gloria IX      | Puer natus est nobis  |
| VIII | Tetrardus plagal   | sol | DO     | ré mi ½ fa sol la si ½ DO ré  | parfait    | Kyrie V        | Veni Creator Spiritus |

#### Origine
Finalement, Dom Jean Claire retrouva le mode archaïque qui ne compte que trois cordes-mères et qui manque de demi-ton, à savoir l'anhémitonique :
1. sol la 3½ do ré mi 3½ sol la (3½ : trihémiton = 3 × ½)[s 2]
2. do ré 3½ fa sol la 3½ do ré
3. ré mi 3½ sol la si 3½ ré mi

Ainsi, un chant grégorien de la communion In splendoribus (VIIIe siècle) ne se compose que des cinq degrés : ré 3½ fa sol la 3½ do. De plus, ce moine y trouva encore la cellule-mère qui se caractérise des intervalles reliant les degrés voisins :
1. sol 2½ la 3½ DO
2. la 3½ do 2½ RÉ
3. do 2½ ré 2½ MI

Ces modes archaïques se retrouvent plus souvent dans les cantillations anciennes, à savoir la lecture chantée des paroles de Dieu, et plus connues comme psalmodie. En général, l'échelle du mode était très limitée tandis qu'un seul de ces degrés assurait l'unité architecturale. Tous les autres jouaient le rôle d'ornements. Dans les manuscrits les plus anciens, la corde principale et celle de la finale étaient identiques. Cette caractéristique ancienne se conserve toujours, dans les chants évolués, en tant que teneur.

### Rythme

#### Rythme verbal
Au contraire des modes, il n'existe aucune continuité du rythme entre le chant grégorien et la musique moderne, à l'exception de l'hymne issue du chant ambrosien.
Dans la notation de la musique contemporaine, la valeur de note est si rigoureuse, comme 1, ½, ¼, ⅛ ou bien ⅓, que le système de notation adapte à la polyphonie. Au regard du chant grégorien, il n'y a aucune symétrie stricte. Certes, on distingue les neumes légers et rapides des neumes longs et importants. Mais, il est difficile de fixer exactement la durée de chaque neume. Ce sont le texte latin ainsi que son accentuation qui déterminent la valeur de note. On parle donc de rythme verbal. Or, s'il faut suivre rigoureusement les neumes anciens, il reste encore assez de marge d'interprétation sur la durée et les nuances.

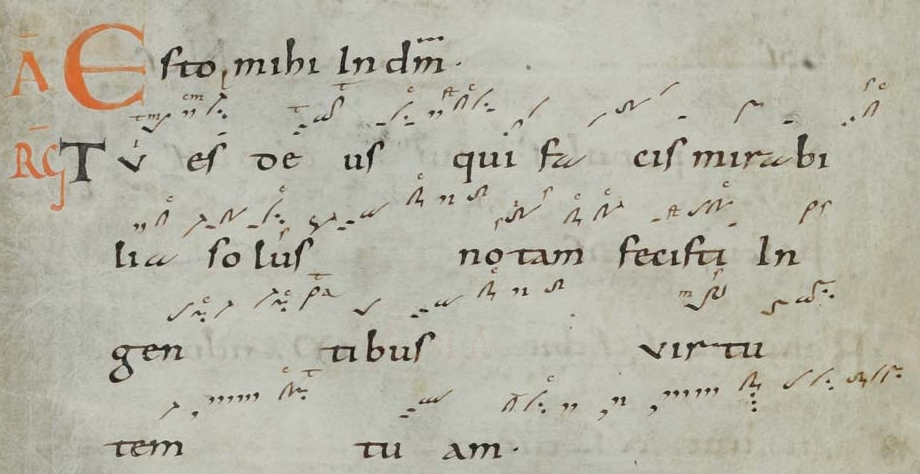
Le rythme verbal grégorien se caractérise principalement par le groupement des neumes, avec les lettres significatives. Contrairement à la musique moderne, la pause entre les neumes indique la durée longue de notes (dite coupure neumatique).

D'ailleurs, Dom Eugène Cardine remarquait que ce rythme verbal avait besoin de groupement libre des neumes, sans mesure.

#### Jubilus et hymne, deux exceptions
Possédant le même caractère que la séquence, l'hymne reste une véritable exception du chant grégorien. Celle-ci, telle les Veni Creator Spiritus et Pange lingua, adopte en effet le texte non biblique mais aussi mesuré et la mélodie mesurée. Il s'agit d'une contradiction du rythme verbal. Dans le vieux fonds, répertoire le plus ancien, il y a une trace que les compositeurs carolingiens tentèrent d'établir le répertoire d'hymne en prose et non mesurée. Toutefois, cette manière fut abandonnée.

## D'autres caractéristiques du chant grégorien
Dans son Dictionnaire de liturgie, Dom Robert Le Gall souligne que, pour une interprétation authentique, il faut d'abord une bonne compréhension du latin et de son accentuation, ensuite celle de la fonction rythmique et mélodique des neumes et enfin celle de la modalité. Luigi Agustoni et Johannes Berschmans Göschl aboutissent à la même conclusion : la connaissance du texte latin est obligatoire pour tous les membres de schola tandis que la compétence des neumes n'est pas nécessairement indispensable, à l'exception des chefs de chœur et des solistes. En résumé, le chant grégorien est un chant liturgique particulier. Johannes Overath l'exprima en quelques mots : « On ne chante pas dans la liturgie, on chante la liturgie ».

## Histoire

### Origines

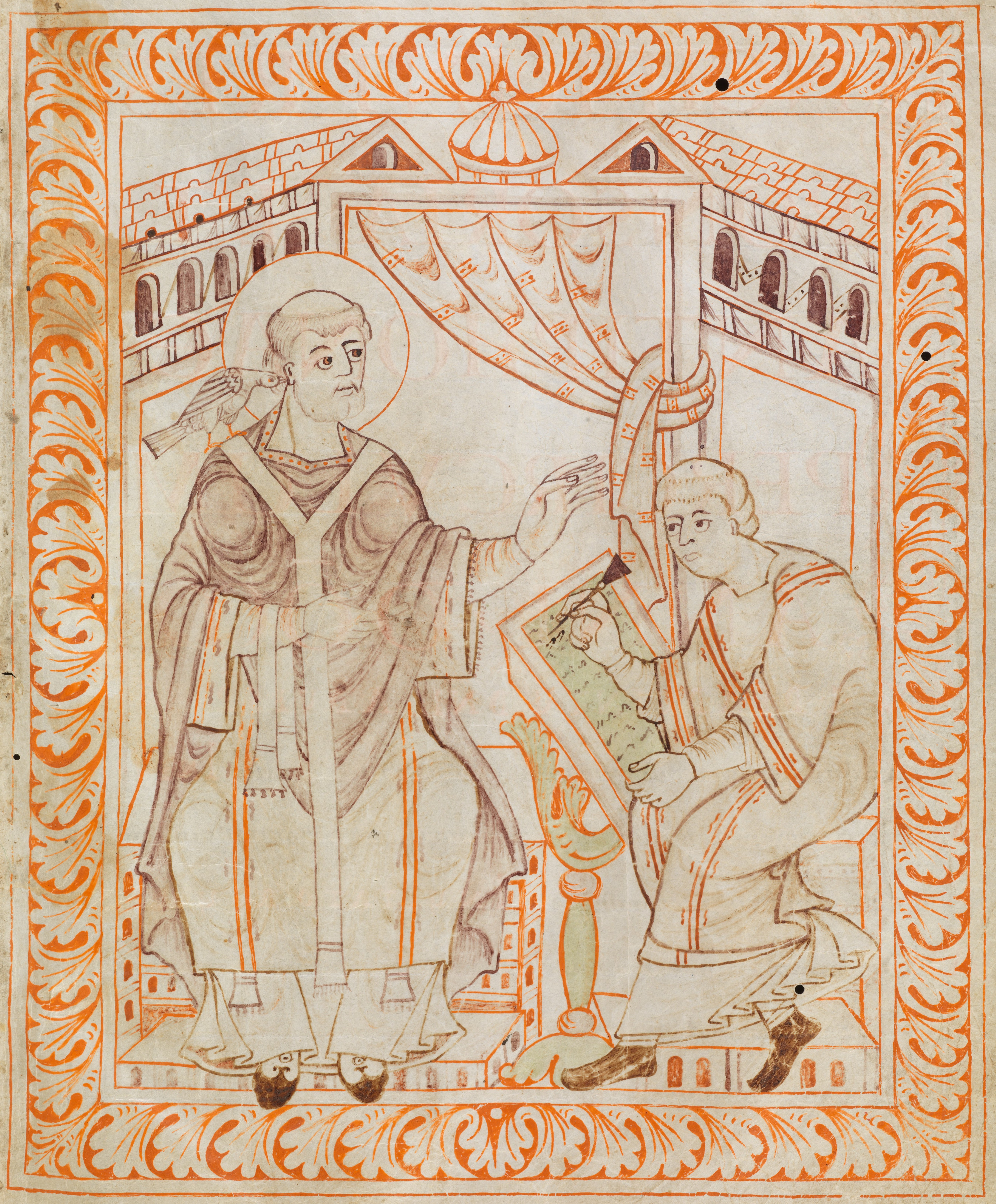
Version depuis le Xe siècle : saint Grégoire dictant un chant au diacre Pierre écrivant des neumes (antiphonaire de Hartker, vers 1000).

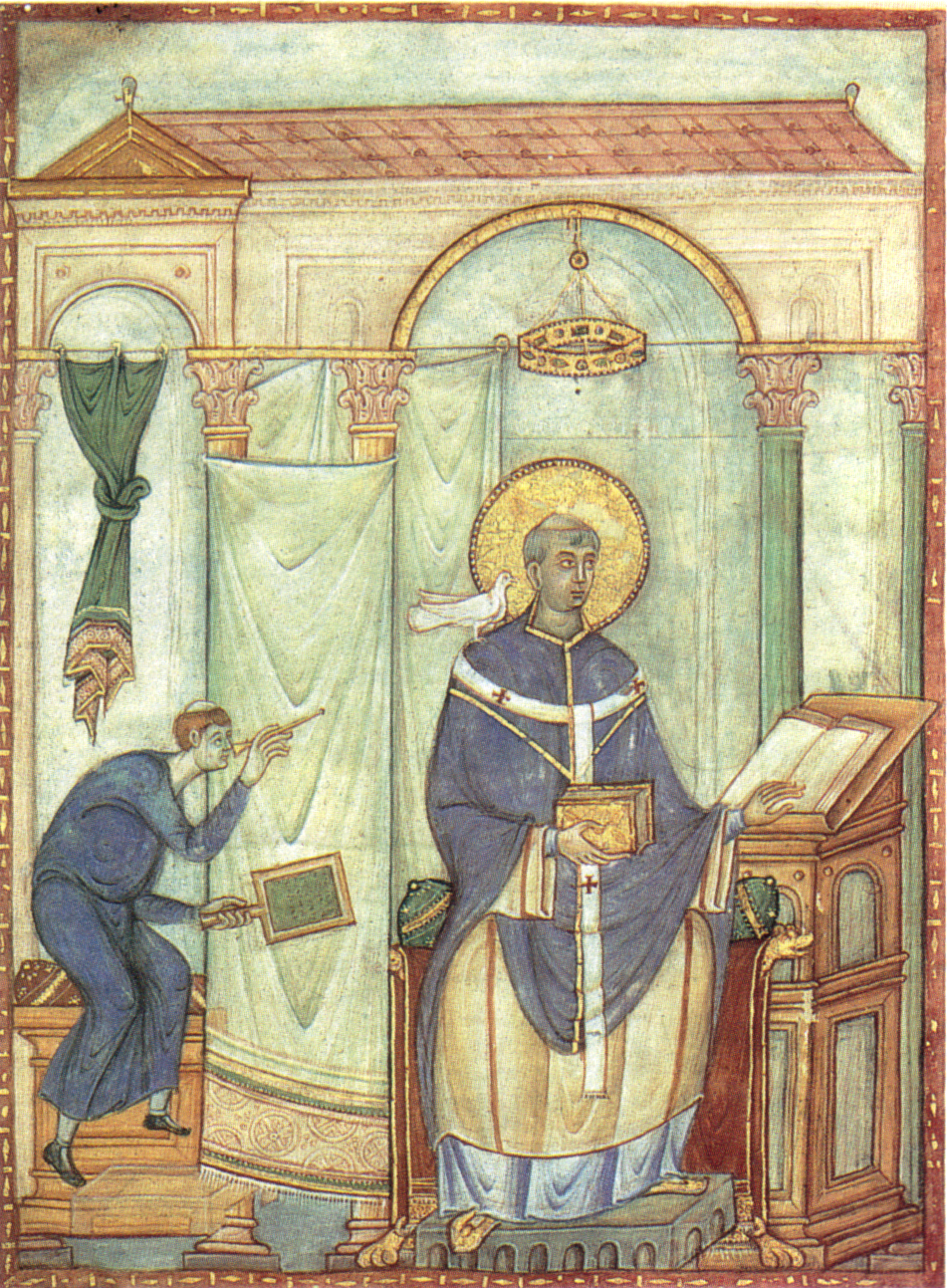
Version depuis le VIIIe siècle : saint Grégoire, docteur de l'Église, dictant un texte théologique et diacre Pierre (Registrum Gregorii de Trèves, vers 983).

#### Légende
Le nom de chant grégorien est issu d'une histoire légendaire rattachée au pape Grégoire le Grand († 604). Cette attribution donnait une grande autorité à ce chant.
Selon la légende, saint Grégoire était compositeur de ce chant et fondateur de la schola grégorienne.
En fait, les études récentes indiquent qu'au IVe siècle environ à Rome, la schola remplaça les solistes, et qu'elle pratiquait le chant papal, vieux-romain. De plus, d'après d'un décret de ce pape (voir ci-dessus), il existait le chant de soliste, élaboré durant six cents ans.
Le Sacramentarium Gregorianum Hadrianum était tant l'origine du missel romain que du texte de chant grégorien.

#### Gregorius præsul meritis et nomine dignus

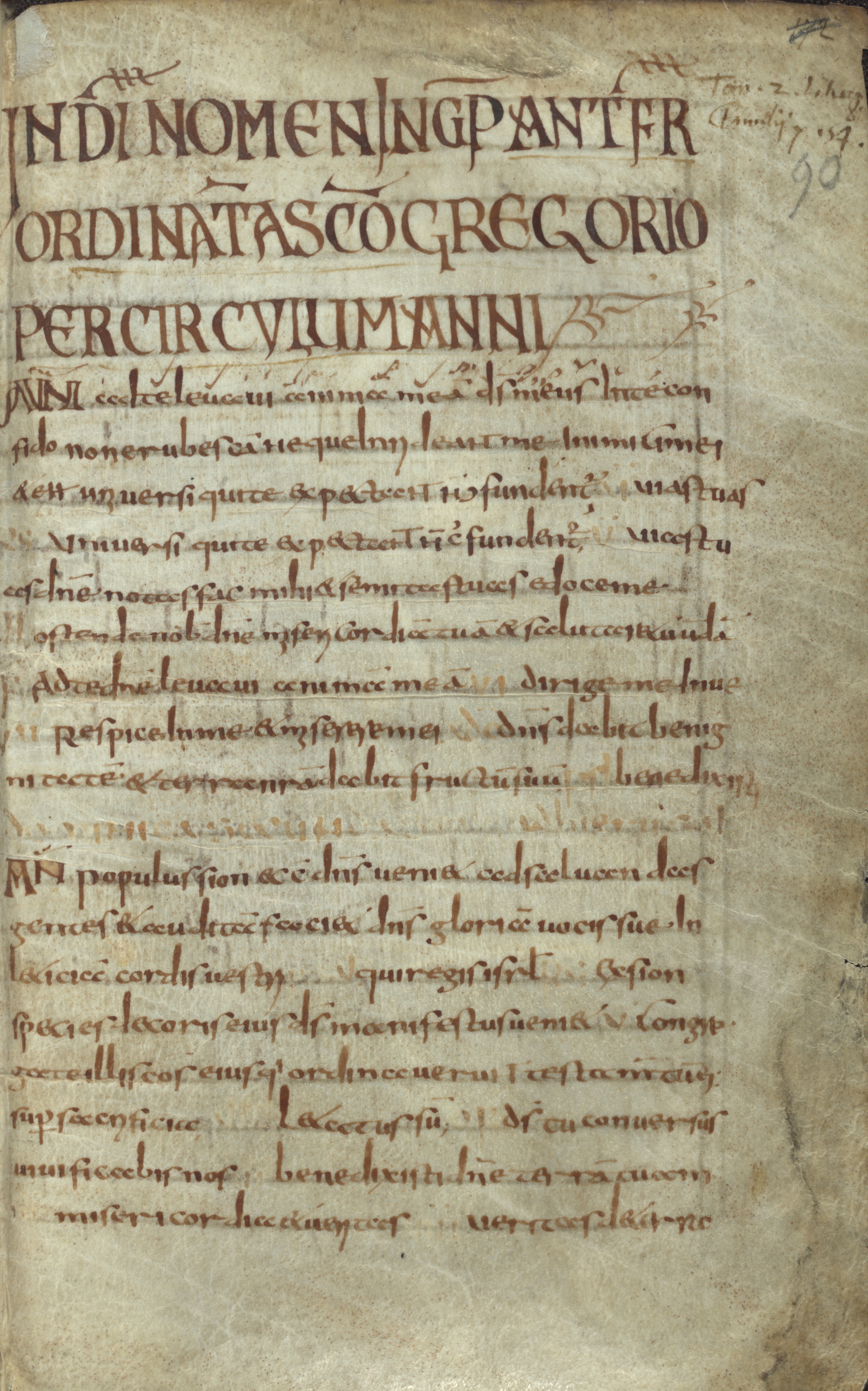
B.R. 10127 - 10144, fol. 90 r.

Il est assez probable que cette légende naquit d'après la politique de Charlemagne, inspirée par la lettre d'Adrien Ier. Car vers 800, un poème Gregorius præsul (Évêque Grégoire) apparut dans un certain nombre de manuscrits, jamais à Rome, mais dans l'empire carolingien : « L'évêque [de Rome] Grégoire digne par le nom comme par les mérites s'éleva à l'honneur suprême. Il rénova les monuments des anciens pères et composa [le texte de] ce petit livre d'art musical en faveur de la schola des chantres pour l'année liturgique. » Si l'auteur demeure anonyme, l'objectif était évident : revendiquer que ce livre est celui de la messe authentique de Rome, texte composé par bienheureux Grégoire le Grand.
Ce livre de chant complet sans neumes fut copié, vers 800, à l'abbaye du Mont-Blandin près de Gand, qui était étroitement liée à Charlemagne.
Puis, dans la Vita Gregorii Magni au-dessus, saint Grégoire devint, pour la première fois, compositeur au lieu de l'auteur.

#### Naissance du chant grégorien
En effet, faute de notation, la connaissance reste très limitée. Avec son hypothèse, l'Institut de recherche et d'histoire des textes propose, depuis 2018, plusieurs origines plus anciennes. Ainsi, à la fin du VIIIe siècle, déjà existait le prototype des huit catégories du chant (octoéchos), qui était bien structuré et jamais trouvé dans ni le chant vieux-romain ni le chant gallican.

### Évolution du chant grégorien
L'invention de Guido d'Arezzo de la notation en quatre lignes, vers 1030, contribua à ce phénomène, car le chant oralement conservé devint définitivement musique écrite et facilement transmissible.
Enfin, au XIIe siècle, le chant grégorien était omniprésent dans toute l'Europe. Le dernier qui résistait n'était autre que le chant vieux-romain, chant papal. Finalement, c'était Innocent III qui décida, au début du XIIIe siècle, l'adoption du chant grégorien. Le chant grégorien se caractérise, malgré cette immense expansion, de son immense uniformité parmi les manuscrit, jusqu'au XVIIe siècle. Ainsi, Dom André Mocquereau s'aperçut qu'il n'y a pas de différence entre un manuscrit d'Ivrée du XIe siècle et celui du XVIIe siècle dans la même région.

### Apparition du chant polyphonique
Par ailleurs, l'invention d'Arezzo, indication précise de la hauteur dans la notation, permettait que l'on lance la création de la polyphonie,. À la suite de la parution de l'Ars Nova, le pape français Jean XXII dut dénoncer sa décrétale Docta Sanctorum Patrum, afin de défendre le chant grégorien en 1324.

### Chant grégorien à la Renaissance
Le chant grégorien, musique médiévale, fut largement touché par la Renaissance, grand mouvement du retour à la musique de la Grèce antique. Il fut principalement frappé sur trois fronts.
D'abord, ceux qui avaient retrouvé douze modes grecs insistèrent que le chant grégorien qui ne compte que huit tons soit vieilli et démodé. Or en 1610, dans l'optique de défendre le chant grégorien, Pierre Maillart établit théoriquement l'autonomie de l'octoéchos, avec son livre Les tons ou discours sur les modes de musique. Malgré cela, il restait encore un problème. Il restait la tendance à utiliser les termes grecs, tel le Dorien.
Ensuite, il s'agissait des genres ou intervalles des tons. Les néo-grecs de la Renaissance comptaient trois types de genres, diatonique, chromatique et enharmonique, alors que les huit modes de l'Église ne comportent qu'un seul intervalle de demi-ton. Car en raison de sa composition selon l'ambitus en octave, le chant grégorien n'avait besoin que d'un seul demi-ton. De plus, de nombreux chants grégoriens ont tendance à éviter le demi-ton, à l'exception de l'ornement. Donc, en dépit de sa beauté, le chant grégorien n'employait que, pour sa composition, le genre diatonique. Or, à cette époque-là, la polyphonie, par exemple celle de Roland de Lassus et surtout celle de Carlo Gesualdo, profitait de l'échelle chromatique, déjà très développée.
La troisième contestation était celle du rythme. Inspirée par la musique de la Grèce antique, la musique mesurée à l'antique était en train d'apparaître en France. D'ailleurs, l'invention de l'imprimerie contribua à améliorer la connaissance des textes classiques. Par conséquent, ceux qui apprenaient que le latin classique était une langue quantitative trouvèrent une incohérence entre la mélodie grégorienne selon le latin accentué et la quantité syllabique des textes. Dès la fin du XVIe siècle, le chant grégorien était violemment attaqué avec cette règle de la « quantité ».

### Concile de Trente
En ce qui concerne le chant en monodie, la réforme selon le concile de Trente ne connut jamais son succès. En 1577, le pape Grégoire XIII chargea de réviser le graduel à Giovanni Pierluigi da Palestrina et à Annibale Zoilo. Signalé par Fernando de Las Infantas, Philippe II d'Espagne, qui ne le voulait pas pour son pays, gêna ce projet. Plus tard, le Saint-Siège trouva sa solution, en faisant sortir l'Édition médicéenne de 1614 à 1615, chez l'imprimerie de Médicis.
Cette version, très peu musicale, fut également publiée en France, au titre de l'Édition de Digne, tout d'abord à Toul en 1624, puis à Paris en 1671, à Lyon en 1691, à Grenoble en 1735, enfin à Avignon en 1788. Le remaniement était soumis par de mauvaises doctrines des humanistes. D'après la quantité syllabique, furent déplacées des syllabes brèves chantées sur des notes longues ainsi que des syllabes longues chantées sur des notes brèves. De sorte que furent perdues la pureté et la beauté de l'ancienne version, notamment la splendeur des lignes mélodiques.
Pourtant, selon les vœux du concile, le pape Clément VIII fit publier en 1600 la première édition du cérémonial, dit cérémonial de Clément VIII, dans lequel l'Église confirma solennellement que le chant grégorien est le chant liturgique par excellence.

### Restauration du chant grégorien vers la version authentique I. (XIXesiècle)
À la suite de la Révolution, le déclin de la liturgie était si avancé que la tradition du chant grégorien fut rapidement oubliée. En effet, c'était le chant liturgique en latin qui subit sévèrement sa disparition, quoique les offices aient officiellement été rétablis à partir de Pâques en 1802, le 18 avril.

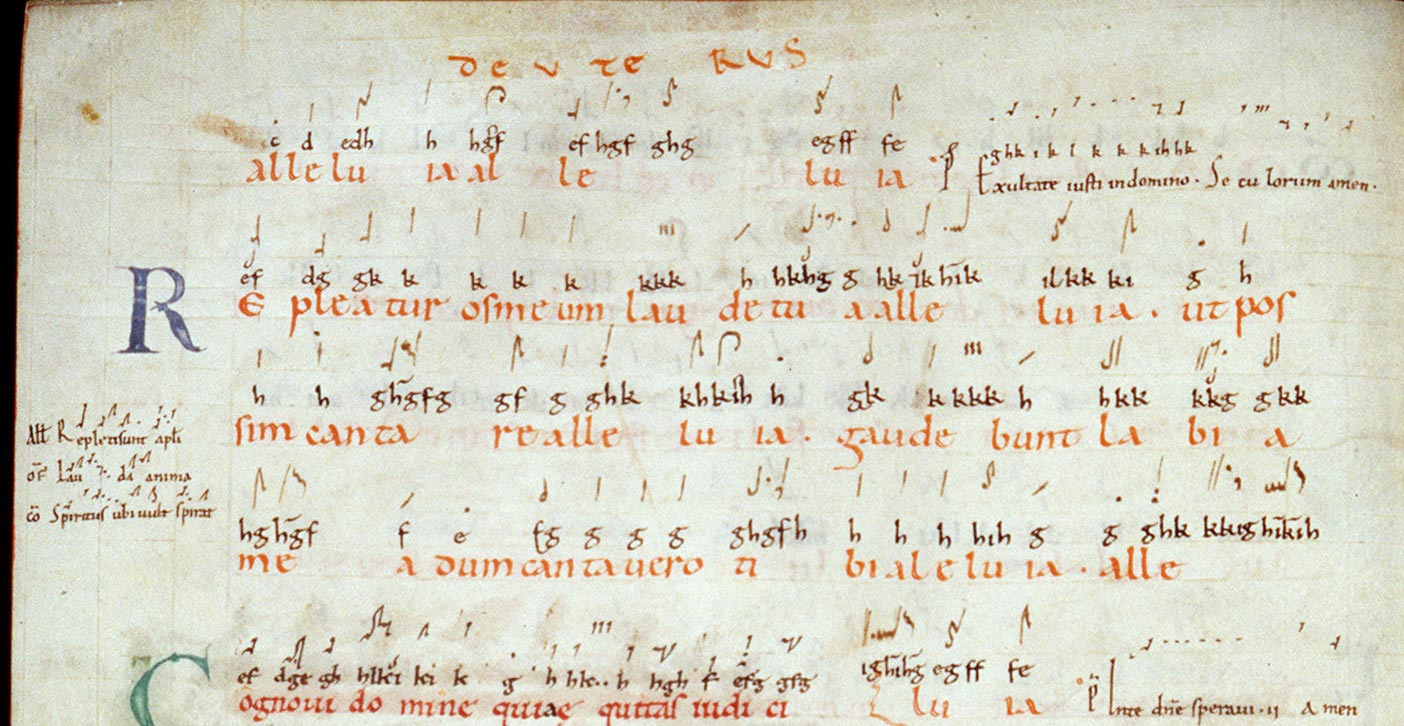
Tonaire de Saint-Bénigne de Dijon (XIe siècle), découvert le 18 décembre 1847.

En 1847, Félix Danjou découvrit une notation vraiment importante du XIe siècle. Il s'agissait d'une double notation alphabétique et neumatique, donc pierre de Rosette musicale. Dorénavant, les neumes anciens ne sont plus indéchiffrables. C'est pourquoi Louis Lambillotte publia en 1851 ses fac-similés du cantatorium de Saint-Gall. Cette découverte donna naissance à l’Édition rémo-cambraisienne sorti en 1851, duquel la rédaction avait été effectuée par la commission ecclésiastique de Reims et de Cambrai.
Puis, les deux moines qui étaient capables d'étudier ce chant arrivèrent à l'abbaye Saint-Pierre de Solesmes, Dom Paul Jausions en 1854, et en 1859, Dom Joseph Pothier. En 1856, l'abbé Dom Prosper Guéranger put lancer son projet de restauration.
Déjà, le mouvement en faveur de la restauration du chant grégorien était tellement dynamique en France qu'en 1860 fut tenu à Paris le Congrès pour la restauration du plain-chant et de la musique de l'Église.
En 1876, Michael Hermesdorff publia sa deuxième version de graduel, pour la première fois en duplex.
Dom Pothier fixa de principales règles d'exécution en 1880 dans son œuvre Mélodies grégoriennes. Il était également, jusqu'à sa disparition, le collaborateur de la Revue du chant grégorien, fondée en 1892 à Grenoble. L'année 1882 était marquée par le Congrès européen d'Arezzo duquel Dom Pothier réussit à convaincre les participants. Néanmoins, Rome ne modifia point son soutien en faveur de l'édition de Ratisbonne, faussement attribuée à saint Grégoire et à Palestrina. Malgré cela, l'abbé Charles Couturier créa une schola grégorienne en 1882 et fit publier le Liber gradualis en 1883, et Dom André Mocquereau fut nommé direction de la schola.
Ce successeur, ancien violoncelliste, développa sa propre théorie de rythmique grégorienne. À la suite de la création de la Paléographie musicale, consacrée à la phototypie de principaux manuscrits, notamment en analysant 219 manuscrits du répons-graduel Justus ut palma entre les IXe et XVIIe siècles , il battit scientifiquement Ratisbonne. S'il restait encore de nombreux opposants, le Vatican commença à réfléchir. De fait, en octobre 1891, le pape Léon XIII ordonna à la Congrégation des rites de revoir le règlement du 14 septembre 1884, attribué à l'édition de Ratisbonne.
Dans la deuxième moitié du XIXe siècle, la restauration du chant grégorien commençait aussi à enchanter quelques compositeurs contemporains. Le 5 juin 1878, Franz Liszt écrivit à son ancienne fiancée Carolyne de Sayn-Wittgenstein : « À mon humble avis, les meilleurs et les plus solides résultats obtenus jusqu'à présent sont ceux du plain-chant grégorien à l'abbaye bénédictine à Solesmes. »

### Restauration du chant grégorien vers la version authentique II. (XXesiècle)

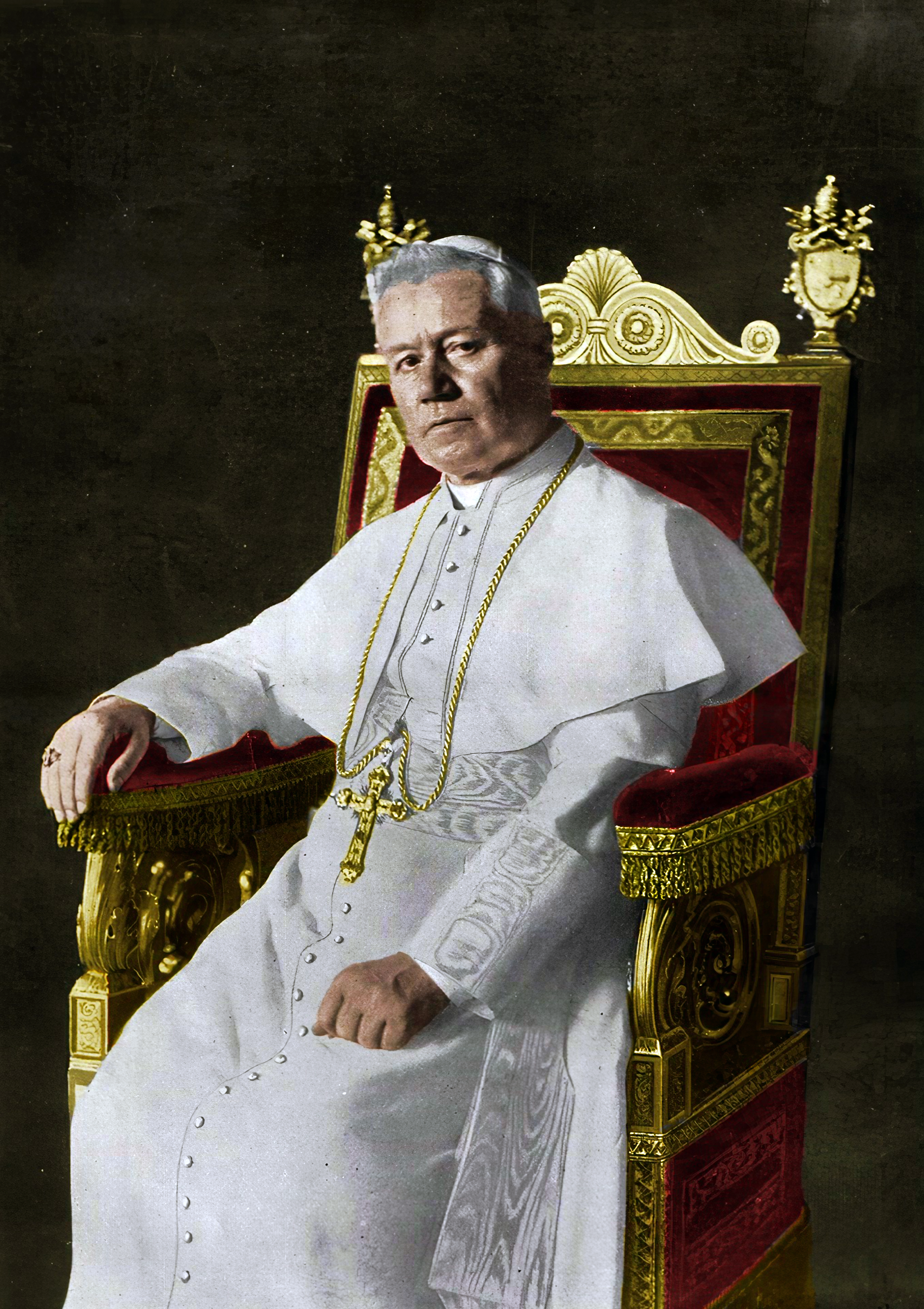
Pape saint Pie X.

En 1901, le privilège de l'édition de Ratisbonne expira. Après quoi Léon XIII expédia le 17 mai le bref Nos quidem à l'abbé Paul Delatte de Solesmes, afin de féliciter leurs travaux. Ensuite de quoi il fit étudier un premier projet d'une commission internationale, proposée par le congrès d'Arrezzo en 1882.
Élu pape le 4 août 1903, Pie X inaugura le 22 novembre sa réforme liturgique avec son motu proprio Inter pastoralis officii sollicitudes. En avril 1904, le congrès de saint Grégoire le Grand fut suivi d'une grand célébration en grégorien, en rendant hommage au saint patron († 604) du chant grégorien.
Enfin, il promulgua, le 25 avril, un motu proprio en faveur d'une édition officielle du chant réservée à l'Église universelle, Édition Vaticane. Pour cet objectif, une commission pontificale présidée par Dom Pothier fut fondée à Rome.
En faveur de la qualité de célébration en grégorien, l'Église a besoin des maîtres de chapelle ainsi que des chefs de chœur. C'est la raison pour laquelle le pape Pie X fonda en 1910 l'École supérieure de chant grégorien et de musique sacrée. En 1931, celle-ci devint Institut pontifical de musique sacrée équivalant d'autres universités pontificales, en raison de sa fonction importante.
Toujours à Rome, des religieux français sortirent en 1911 la Revue grégorienne destinée aux exécutants et aux spécialistes. Si celle-ci et la Revue du chant grégorien durent cesser leur publication pendant les deux guerres mondiales, Dom Joseph Gajard rétablit celle de la Revue grégorienne en 1946, grâce à une collaboration avec l'Institut grégorien de Paris. Cet institut, enfin attaché à l'Institut catholique en 1968, avait été créé en 1923 tandis qu'au Mans, la Schola Saint-Grégoire était née en 1938 à l'initiative de Dom Gajard.
Avant que le IIe concile du Vatican ne soit tenu en 1962, le chant grégorien était protégé par la constitution apostolique Divini cultus de Pie XI en 1928 et l'encyclique Musicæ sacræ disciplina de Pie XII en 1955.

### Naissance d'une équipe pour l'édition critique
L'idée de l'édition critique de ce chant était assez ancienne. En 1882 lors du Congrès européen d'Arezzo, les participants discutaient sur l'Édition critique et scientifique de livres de plain-chant.
Après la publication de l'Antiphonale monasticum en 1934, non critique, une musicologue Yvonne Rokseth déclara à Dom Gajard en 1938 qu'elle souhaitait que l'abbaye Saint-Pierre de Solesmes sorte désormais les éditions critiques.
Dans les années 1940, Dominique Delalande, prêtre de l'ordre des Prêcheurs, souhaitait remanier leur graduel dominicain édité en 1254, d'après les matériaux plus anciens. Avec cette intention, il fréquenta l'atelier de la Paléographie musicale de l'abbaye de Solesmes entre 1942 et 1945. Malheureusement à cause de la guerre, cette dernière qui ne comptait que deux moines ne pouvait pas l'assister effectivement dans son projet. Mais le père Delalande put sortir en 1949 son œuvre aux Éditions du Cerf, Le Graduel des Prêcheurs : vers la version authentique du Graduel grégorien : recherches sur les sources et la valeur de son texte musical.
Puis en 1948, Higinio Anglés visita l'abbaye de Solesmes en faveur d'une édition critique du graduel romain. Sans délai, une équipe de cinq moines y fut formée. Cette dernière, si dynamique, acheva, dans la deuxième moitié du XXe siècle, de nombreuses découvertes grâce auxquelles le chant grégorien rétablit sa propre nature.

### Sémiologie
Depuis le XIXe siècle, l'abbaye Saint-Pierre de Solesmes développait traditionnellement ses théories rythmiques sous la direction de Dom André Mocquereau. Or, Dom Eugène Cardine s'aperçut que, dans les neumes les plus anciennes, il existe une immense diversité, ayant pour but de préciser les finesses d'expression. Aussi la Paléographie musicale était-elle dorénavant consacrée aux neumes, qui fonctionnaient en tant qu'« enregistrement écrit. ».
Dans les années 1950, cette nouvelle science intermédiaire entre la paléographie et l'esthétique avait besoin de son propre nom, car le terme provisoire « diplomatique grégorienne » ne représentait pas de caractéristique scientifique. Finalement, la dénomination sémiologie fut adoptée en 1954.

### Période postconciliaire
Certes, le IIe concile du Vatican admettait la priorité du chant grégorien pour la célébration chantée en latin. Néanmoins, à la suite de l'usage des langues nationales, ce chant fut normalement éliminé de la pratique liturgique paroissiale, sauf auprès d'un certain nombre d'églises autorisées.

Le pape Paul VI lui-même qui connaissait l'usage de la langue courante : 

« Ce n'est plus le latin, mais la langue courante, qui sera la langue principale de la messe. Pour quiconque connaît la beauté, la puissance du latin, son aptitude à exprimer les choses sacrées, ce sera certainement un grand sacrifice de le voir remplacé par la langue courante. Nous perdons la langue des siècles chrétiens, nous devenons comme des intrus et des profanes dans le domaine littéraire de l'expression sacrée. Nous perdons ainsi en grande partie cette admirable et incomparable richesse artistique et spirituelle qu'est le chant grégorien. Nous avons, certes, raison d'en éprouver des regrets et presque du désarroi ; par quoi allons-nous remplacer cette langue angélique ? C'est un sacrifice d'un prix inestimable. Pour quelle raison le faisons-nous ? Qu'est-ce qui vaut davantage que ces très hautes valeurs de notre Église ? »

— Extrait d'un discours du pape Paul VI présentant le nouveau rite de la messe, le 26 novembre 1969
Il fallait s'adapter à cette situation. Le Saint-Siège dut interrompre le projet de l'édition critique du graduel depuis 1948.
Au contraire, les politiciens et les gouvernements commencèrent à soutenir ce patrimoine culturel, en profitant du fruit de la sémiologie. Ainsi, en tant que ministre, Jacques Duhamel fit tenir plusieurs centres pour la formation, ouverts en 1975. Peu avant, des moines de Solesmes avaient assisté à la messe des obsèques de Georges Pompidou en avril 1974, selon la volonté de ce président. Notamment, du 5 décembre 1980 au 15 janvier 1981 le ministère de la culture organisa une exposition Le Chant grégorien, Une tradition millénaire à la Chapelle de la Sorbonne.

### De nos jours, encore réévaluation et restauration
L'année 2003 était le centenaire du motu proprio de Pie X. Le 22 novembre, même jour et fête de la patronne de la musique sainte Cécile, Jean-Paul II publia son chirographe dans lequel il soulignait que « Le chant grégorien continue donc d'être aujourd'hui encore un élément d'unité de la liturgie romaine. », en confirmant sa priorité dans les célébrations chantées en latin, attribuée par le concile. Symboliquement, la messe des obsèques de ce pape fut célébrée, le 8 avril 2005, accompagnée du chant grégorien du chœur de la chapelle Sixtine ainsi que de celui du collège Mater ecclesiæ.

Le travail de longue haleine de mise à jour des livres liturgiques rendu nécessaire par la restauration liturgique ordonnée par le concile Vatican II se poursuit encore de nos jours. L'abbaye de Solesmes a publié ainsi quatre tomes (sur cinq) de l'Antiphonale monasticum entre 2005 et 2008, et deux tomes (sur cinq) de l'Antiphonale romanum. La communauté Saint-Martin a publié, en partenariat avec les abbayes de Solesmes et de Flavigny, les Heures Grégoriennes, seul ouvrage permettant de célébrer les offices diurnes de la liturgie des heures de l'office romain en chant grégorien. La librairie éditrice vaticane a publié entre 2011 et 2018 le Graduale novum, édition critique alternative au Graduale triplex de Solesmes réalisé par l'AISCGre. Une autre édition critique alternative est le Liber Gradualis en trois tomes du musicologue italien Alberto Turco.

## Pratique du chant grégorien aujourd'hui

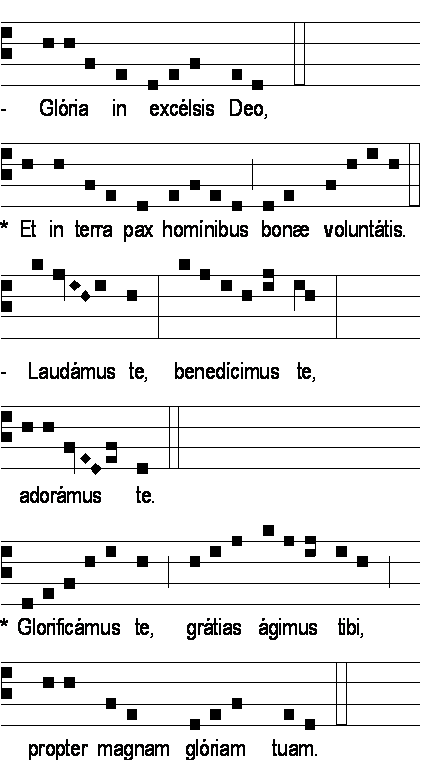
Gloria

### Après la réforme liturgique
En réalité, l'usage de quelques chants liturgiques en latin est toujours recommandé depuis le Vatican II, surtout en faveur de la célébration internationale,.
En ce qui concerne les paroisses, certaines parties de l’ordinaire de la messe (Kyrie, Gloria, Credo, Pater noster, Sanctus, Agnus Dei) sont parfois chantées en grégorien, mélangées aux chants liturgiques en langue vernaculaire. Cet emploi, recommandé par Paul VI, est prescrit par la constitution Sacrosanctum concilium sur la liturgie. Le cardinal Robert Sarah considère cette façon comme enrichissement mutuel parmi plusieurs rites.

### Chant grégorien et enseignement
Depuis le Moyen Âge, l'enseignement est toujours la principale manière de la transmission du chant grégorien. En raison des caractéristiques particulièrement esthétique et théologique, sa fonction demeure encore indispensable. Par ailleurs, l'enseignement du chant grégorien en dehors des monastères eut lieu au XIXe siècle. Dès le soutien du pape saint Pie X, la priorité est donnée à la formation de maîtres de chapelle ou de chefs de chœur.

## Dans d'autres traditions ou domaines

### Dans d'autres traditions liturgiques
L'ensemble Consortium Vocale de la cathédrale d'Oslo (luthérien) exécutent de nos jours le chant grégorien en latin.

### Dans le cadre de festivals et de concerts
À côte de l'usage liturgique stricto sensu, de nombreux ensembles vocaux, tant en Europe que dans d'autres continents, présentent de nos jours le chant grégorien également sous forme de concerts, d'interventions au cours de festivals d'art sacré, de veillées de prière, de concerts-lecteurs et conférences.
En Europe, on soutient régulièrement des festivals exclusivement consacrés au chant grégorien :
- Festival international de chant grégorien de Watou ;
- Festival international de chant grégorien de Bratislava[37].

Parfois dans le cadre de grands festivals, on trouve des exécutions de ce chant, par exemple, auprès du Festival international d'Édimbourg 2008.

### Musiciens professionnels
Le chant grégorien se distingue par sa caractéristique rituelle. C'est pourquoi, dans les années 1980, Maurice Fleuret, créateur de la Fête de la musique, défendait vivement son usage liturgique.

### Harmonisation et accompagnement du chant grégorien
Le chant grégorien fut initialement composé à l'unisson ou en solo, étant donné qu'aucune notation accompagnée n'existe dans les manuscrits anciens. De plus, ce chant possède une forte caractéristique monodique. C'est la raison pour laquelle Franz Liszt renonça, dans les années 1860, à l'harmoniser, après avoir profondément étudié ce sujet.

### Chant grégorien contemporain
Un ensemble vocal de chant grégorien s'appelle généralement une schola grégorienne, issue de la Schola cantorum (au pluriel scholæ), qui était, à l'origine, le chœur de chantres. Parfois chorale universitaire, cette schola a tendance à étudier les manuscrits avec la sémiologie ou la théologie. L'usage du graduale triplex ou du graduale duplex, qui emploient les neumes, devint, chez eux, habituel. La création des chœurs est si dynamique que l'on en trouve actuellement dans toute l'Europe, même dans les pays où s'est éteinte la tradition de la liturgique catholique romaine. Une autre tendance est l'évolution des chœurs de femmes, qui n'était pas étrange au début du Moyen Âge.